# Dagobert Banzio
 (août 2017).
Si vous disposez d'ouvrages ou d'articles de référence ou si vous connaissez des sites web de qualité traitant du thème abordé ici, merci de compléter l'article en donnant les références utiles à sa vérifiabilité et en les liant à la section « Notes et références ».
Dagobert Banzio est un homme politique ivoirien, né le 21 juin 1957 à Tinhou (Côte d'Ivoire) et mort le 26 août 2017 à Malaga (Espagne),.

## Biographie
Il est ingénieur des travaux publics (ENSTP Yamoussoukro 1983) et économiste (Centre d'études des programmes économiques, 1985-1986 Paris, DEA (École des hautes études en sciences sociales et ENSAE), diplôme supérieur de recherches appliquées université Paris IX Dauphine).

### Carrière politique
Dagobert Banzio est ministre de la Jeunesse, de l’Éducation civique et des Sports dans le gouvernement Charles Konan Banny (décembre 2005 - 7 avril 2007), ministre de la Jeunesse, du Sport et des Loisirs dans le gouvernement Soro I (avril 2007 - 4 mars 2010), ministre des Infrastructures économiques dans le gouvernement Soro II (4 mars 2010 - 5 décembre 2010), puis ministre de la Jeunesse, des Sports et de la Salubrité urbaine dans le gouvernement Soro III. Il est également ministre du Commerce dans le gouvernement Soro IV. Député à l'Assemblée nationale, issu des rangs du PDCI et vice-président de cette institution, il eut également le rôle de conseiller général de Guiglo depuis 2002. Ancien directeur-général adjoint de la Nouvelle CAISTAB et directeur de cabinet du directeur-général de la CAISTAB (1996-1999). Conseiller technique du ministre de l'Économie et des Finances (1994-1996). Directeur de la division des Moyens et chargé des cours de choix économiques des projets, microéconomie et marchés publics (1987-1989) à l'ENSTP de Yamoussoukro.
Le 13 mars 2012, il est reconduit comme ministre du Commerce dans le nouveau gouvernement de Jeannot Kouadio-Ahoussou.
Banzio, candidat commun du Parti démocratique de Côte d'Ivoire – Rassemblement démocratique africain (PDCI-RDA) et de l'Union pour la démocratie et la paix en Côte d'Ivoire (UDPCI), est élu président du conseil de la région du Cavally lors de l'élection régionale d'avril 2013 avec 50,91 % des voix devant Anne Désirée Ouloto, candidate du Rassemblement des républicains (RDR, 49,09 % des voix).

### Vie privée
Dagobert Banzio était marié et père de sept enfants,.